# Frank Busemann
Frank Busenmann (Alemania, 26 de febrero de 1975) es un atleta alemán, especializado en la prueba de decatlón en la que llegó a ser medallista de bronce mundial en 1997.

## Carrera deportiva
En el Mundial de Atenas 1997 ganó la medalla de bronce en la competición de decatlón, con 8652 puntos, quedando tras el checo Tomas Dvorak (oro con 8867 puntos que fue récord de los campeonatos) y el finlandés Eduard Hämäläinen (plata).